# 雅罗斯拉夫·霍利克
雅罗斯拉夫·霍利克（捷克語：Jaroslav Holík，1942年8月3日—2015年4月17日），捷克男子冰球运动员。他曾代表捷克斯洛伐克国家队参加1972年冬季奥林匹克运动会冰球比赛，获得一枚铜牌。